# Los gamberros
Los gamberros es una historieta de 1978 del dibujante de cómics español Francisco Ibáñez protagonizada por Mortadelo y Filemón. En este álbum aparece por primera vez la señorita Ofelia, la cual representa un papel importante ya que en cada capítulo de la historieta se muestra el contraste entre el enamoramiento de ésta de Mortadelo frente al trato grosero que recibe por parte de los dos agentes.

## Sinopsis
La H.I.G.A. (Hermandad Insoportable de Gamberros Arrejuntados) es una nueva agrupación que se dedican a hacer gamberradas por todos los sitios para provocar el caos en las instituciones del país. Mortadelo y Filemón deberán atrapar a esos gamberros.

## En otros medios
- Ha sido adaptado al completo en el episodio de la serie de televisión sobre los personajes de 1994, aunque recibe el nombre El caso de los gamberros.[2]

## Influencias
El chiste en que Ofelia cree que Mortadelo está escribiendo las iniciales de ellos dos en una pared, para descubrir que en realidad está dibujando un gato es parecido al chiste de la tira 324 de Tomás el Gafe.